# Риттих, Александр Александрович (художник)
Александр Александрович Риттих (1889, Москва — 1945, там же) — русский и советский архитектор, художник и педагог.

## Биография
Родился в 1889 году в Москве.
Окончил московскую гимназию, учился на историко-филологическом факультете Московского университета. Художественное образование получил в Венской академии искусств, где учился Франц фон Штук, а впоследствии — в Мюнхенской академии искусств, сочетая занятия живописью с изучением архитектуры в Политехническом институте.

### На Украине
По воспоминаниям художника Евгения Кибрика, Александр Риттих вернулся в Россию после Октябрьской революции и попал в водоворот гражданской войны на Украине. В глухом селе заболел тифом и, когда Мария Тарасовна, сельский фельдшер, выходила его, женился на ней.
В годы гражданской войны служил в санитарных отрядах и агитационных поездах. Он вспоминал, что находясь в Одессе в 1920 году, встретился со своим родственником и тёзкой — последним министром земледелия Российской империи А. А. Риттихом, который в том же году эмигрировал.
После окончания гражданской войны некоторое время жил в Вознесенске в Николаевской области, где оказал значительное влияние на творческий выбор Евгения Кибрика. Последний вспоминал:
...судьба занесла в Вознесенск художника совсем иного склада — Александра Александровича Риттиха. Риттих был художником европейского типа, вернее, немецкого. Он и учился в Мюнхене и Вене и, как я сейчас понимаю, явно работал в манере Бёклина, что так поразила в своё время молодого Репина. Небольшого роста, изящный блондин с бородкой, длинными волосами, он был очень похож на того, кто обычно предоставлялся изображением Иисуса Христа. Когда я познакомился с ним, ему было тридцать три года...
В 1922 году А. А. Риттих переезжает в Николаев, где назначается на должность директора Николаевского художественного музея имени Верещагина (эту должность он занимал до 1930 г.). Одновременно преподавал в Николаевском художественном техникуме. В Николаеве у художника родилась дочь Людмила (известный московский биолог Л. А. Риттих (1925—2009 гг.)
Николаевский период А. А. Риттиха отмечен высокой творческой активностью. В эти годы художник обратился к пейзажу — писал украинскую природу, черноморские пейзажи (пейзажи составляют лучшую часть его художественного наследия) создавал также произведения на историко-революционную тематику; как и большинство художников, привлекался к созданию агитационно-пропагандистской наглядной агитации. К сожалению, большинство произведений художника, созданных в этот период, погибли во время Второй мировой войны.
В 1924 году А. А. Риттих создал постамент под памятник В. И. Ленину, а в 1927 г. работал над памятником погибшим в период гражданской войны бойцам Сивашской дивизии, которая дислоцировалась в Николаеве. Также А. А. Риттих был одним из основателей Николаевского краеведческого общества (1930 г.).
В июне 1930 года картины Риттиха участвовали в III Всеукраинской художественной выставке Наркомпроса УССР в Харькове.

### В Казахстане
С 1933 года А. А. Риттих поселился в Алма-Ате (Казахстан). В том году был создан Союз художников Казахстана, и художник становится её членом и одним из самых заметных и активных художников в республике.
4 октября 1933 в помещении Алма-Атинской городской библиотеки открылась первая в истории Казахстана художественная выставка «Художники Казахстана в борьбе за социалистическое строительство», в которой принял участие и А. А. Риттих. В 1934 году он участвовал в республиканском конкурсе по созданию портрета Абая (работа Риттиха была отмечена третьей премией). Произведения художника экспонировались в Москве на выставке, проходившей в фойе Большого театра во время первой Декады литературы и искусства Казахстана летом 1936 г., и были положительно восприняты столичной художественной критики.
Одновременно А. Риттих занимался архитектурным проектированием и дизайном. По его архитектурными проектам возведены в Алма-Ате: контора Госбанка (1934), управление табачной фабрики (1936, совместно с арх. В М. Львовым и Д. Ф. Фридманом), здание аэроклуба ДОСААФ (1936). Одним из его величайших творений стало художественное оформление павильона Советского Казахстана на Всесоюзной Сельскохозяйственной Выставке в Москве (1937), для этого использовались большие панно на тему истории и социалистического строительства Казахстана.
Кроме того, Риттих занимался преподавательской деятельностью в местном художественном училище и консультировал многих казахстанских художников.
Сосланный в Алма-Ату писатель Юрий Домбровский в своей повести «Гонке» писал:
В Алма-Ате уже тогда художников было предостаточно. Вовсю блистал, например, непревзойденный Риттих. Кто из жителей Алма-Аты не застывал на улицах при виде этой величественной фигуры, бледного лица интеллектуала, точки зрения светлых лучистых глаз и таинственной художественной бороды? А какие огромные блестящие полотна он писал...

...Да, да, кто из художников или так называемой художественной интеллигенции не помнит Риттиха, ученика великих мастеров, Франца Штука и Бёклина? «Маг светотени» — так его называл, захлебываясь, «Литературный Казахстан». Он мог работать по двадцать часов в день, не снижая ни качества, ни производительности, мог за несколько дней расписать огромный павильон Сельскохозяйственной выставки, мог создавать огромные полотна на любую тему в любой срок, любой величины! Он сверкал, искрился, переливался, изображал гнев, любовь, мужество, поднимал к небу сотни загорелых кулаков и это называлось «Восстание». Рисовал пеструю толпу в праздничных национальных нарядах, красавиц, красавцев, старых, заливал все ослепительным солнечным светом, расстилал белоснежные скатерти, разбросал блюда с фруктами, дыни и арбузы, караваи с серебряными солонка вверху, украинские рушники, казахские кошмы, — и всё это называлось «Колхозный праздник». Но разве мог кто-нибудь сравниться с большим Риттихом? Все другие художники просто меркнут перед ним.
Однако всё это не спасло художника от репрессий, развернувшихся среди художественной интеллигенции республики в конце 1930-х годов. По сообщениям местных газет, в июле 1938 г. «Члена оргкомитета Союза художников А. А. Риттиха за полную бездеятельность, зажим критики, рвачество и халтуру, за поступки, не достойные звания советского художника, общее собрание художников решило исключить из членов Союза». Впрочем, вскоре членство в Союзе художников для него было восстановлено, и в 1943 году А. А. Риттих был избран кандидатом в члены правления Союза художников Казахстана.